# Victor Davis Hanson
Victor Davis Hanson (Fowler, Califórnia, 5 de setembro de 1953) é um classicista e historiador norte-americano e uma autoridade mundial em história militar e história agrária. Doutorou-se em história classica pela Universidade de Stanford em 1980. Os seus estudos e teorias relacionam a posse da terra e as estruturas sociais nas sociedades agrárias com a história militar.
É professor de história clássica na California State University em Fresno.

## Primeiros anos e educação
Hanson, um protestante de descendência Sueca e Galesa, cresceu na quinta da família nos arredores de Selma, Califórnia no Vale de San Joaquin, tendo aqui trabalhado a maioria da sua vida. A sua mãe, Pauline Davis Hanson, era advogada e juíza no estado da Califórnia. O pai dele foi um agricultor, educador e administrador universitário. Juntamente com o seu irmão mais velho Nels, um escritor, e gémeo Alfred, um agricultor e biólogo, Hanson estudo na escola pública e graduou-se do Selma High School. Hanson recebeu o seu BA com as honras mais altas em clássicos de Cowell College, Universidade da Califórnia, Santa Cruz, em 1975 e o seu doutoramento em clássicos da Universidade de Stanford em 1980. Ele ganhou a bolsa Raphael Demos na College Year em Atenas (1973-74) e foi um membro regular do American School of Classical Studies, Atenas, 1978-79.
Em 1991, Hanson foi galardoado com prémio por excelência em ensino da American Philological Association, dado anualmente para o melhor professor underdraduate de Grego e Latim nos EUA.
É um Senior Fellow na Instituição Hoover e professor emeritus na Universidade do Estados da Califórnia, Fresno, onde começou a ensinar em 1984 e onde criou o programa de estudos em clássicos.

## Obras
- Warfare and Agriculture in Classical Greece (1983)
- The Western Way of War (1989)
- Hoplites. The Ancient Greek Battle Experience (1991)
- The Other Greeks. The Family Farm and the Agrarian Roots of Western Civilization (1995)
- Fields Without Dreams. Defending the Agrarian Idea (1996)
- The Land Was Everything. Letters From an American Farmer (2000)
- The Wars of the Ancient Greeks (1999)
- The Soul of Battle (1999)
- Carnage and Culture (2001)
- Autumn of War (2002)
- Ripples of Battle (2003)
- Who Killed Homer? The Demise of Classical Education and the Recovery of Greek Wisdom (com John Heath)(1998)
- Bonfire of the Humanities (2001) (com Bruce Thornton e John Heath)
- A War Like no Other (2005)
- The Father of Us All: War and History, Ancient and Modern (2010)
- The End of Sparta: A Novel (2011)
- The Savior Generals: How Five Great Commanders Saved Wars That Were Lost – From Ancient Greece to Iraq (2013)
- The Second World Wars: How the First Global Conflict Was Fought and Won (2017)
- The Case for Trump (2019)
- The Dying Citizen: How Progressive Elites, Tribalism, and Globalization Are Destroying the Idea of America (2021)

### Livros editados em português
- Por que o Ocidente Venceu
- Uma Guerra sem Igual

### (Em Inglês)
- Entrevista vídeo em inglês com a duração de uma hora, gravada em 2004, onde fala sobre a sua vida e suas idéias sobre a sociedade grega clássica e a sociedade israelita contemporânea
- Victor Hanson.com página oficial
- Informação biográfica
- Biografia
- Biografia